# Barrio El Golf (Santiago de Chile)

Ubicación de la comuna de Las Condes dentro de la ciudad de Santiago.

El Golf es un barrio de Santiago, la capital de Chile, ubicado en la comuna de Las Condes. Está delimitado por las avenidas Colón, Apoquindo, El Bosque y Vitacura por el poniente; Kennedy por el norte; Américo Vespucio por el oriente; y por la calle Martín de Zamora en el sur. Tiene 2,75 km² (275 ha). Fue creado en 1937 bajo el diseño original de Eduardo Llewellyn-Jones, pensado para ser uno de los barrios más exclusivos de la capital chilena.
Desde su fundación, el barrio se caracterizó por la gran cantidad de bellas casas y mansiones de grandes dimensiones y lujosas terminaciones, firmadas por renombrados arquitectos chilenos y extranjeros. A partir de mediados de la década de 1970, pero más notoriamente desde principios de la década de 1980, las grandes casas unifamiliares han ido cediendo su espacio a edificios habitacionales con departamentos, y también a edificios de oficinas que albergan a algunas de las empresas más importantes del país, mientras parte sustancial de las casas más pequeñas han sido reconvertidas como oficinas, restaurantes, sastrerías, salones de belleza, consultas médicas y otros establecimientos comerciales.

## Historia

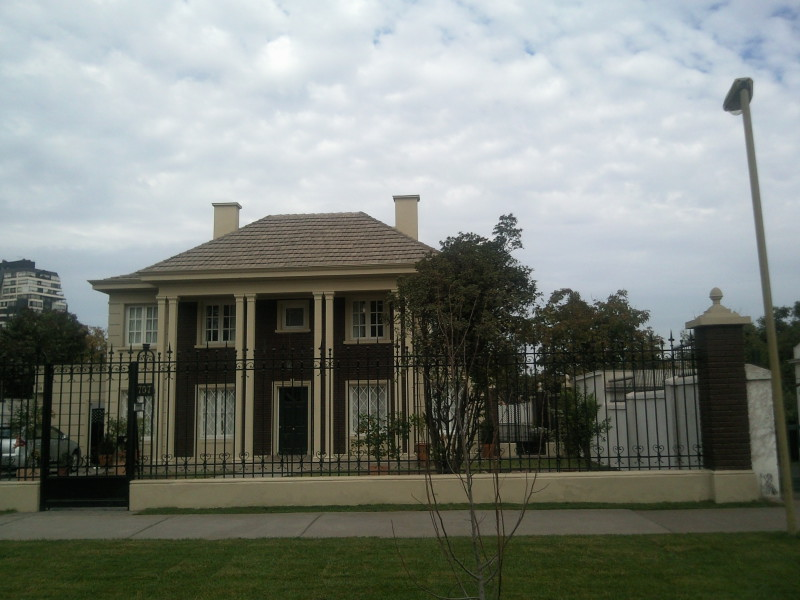
Casa en El Golf.

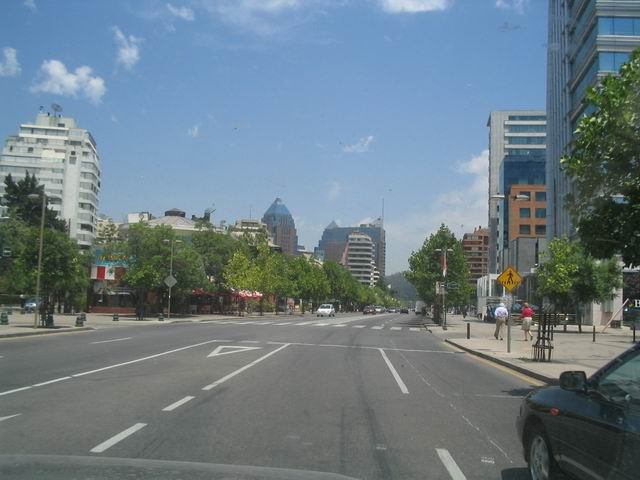
Avenida Isidora Goyenechea, una de las arterias viales del barrio.

El nacimiento del barrio ocurrió en 1937 bajo el diseño original de Eduardo Llewellyn-Jones, como nuevo enclave para la aristocracia tradicional, luego del triunfo político de la clase media, laica y radical, y de la inauguración de la Plaza de La Constitución, en 1936. La clase elegante abandonó sus palacios de los barrios Dieciocho y Brasil, dejando el Santiago histórico a la clase media, e inició su retirada hacia el sector oriente de la capital. 
Este sector nació de la subdivisión de los terrenos pertenecientes a Isidora Goyenechea, hecho que anunciaba el crecimiento de los sectores acomodados de Santiago, de Providencia al oriente. La fundadora del barrio El Golf fue Elena Errázuriz Echeñique, quien llegó empujada por la expropiación de su casa, que enfrentaba a La Moneda por el sur, para abrir espacio al Barrio Cívico y al eje Bulnes.
La comuna de Las Condes se pudo ver visiblemente consolidada a finales de los años 1950, y El Golf se transformaba en un barrio elegante, con un diseño planificado y ordenado del espacio público. A finales de los años 1980, comenzó a reemplazar su carácter residencial por sectores diplomáticos, restoranes y galerías, además de una gran cantidad de edificios modernos, muchos de ellos en altura, lo que en el presente ha cambiado drásticamente gran parte del origen histórico de la zona a un importante centro de negocios plagado de torres corporativas.

## Hitos urbanos

### Metro El Golf

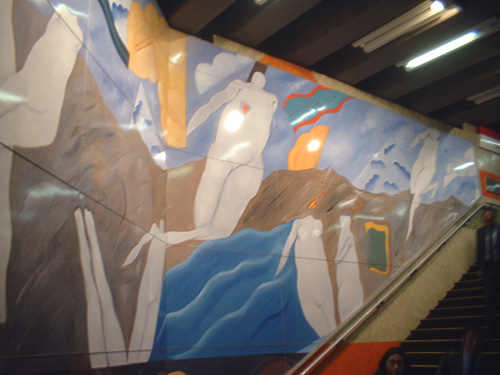
Estación El Golf.

El Golf es una estación ferroviaria de la línea 1 del Metro de Santiago. Fue inaugurada el 31 de agosto de 1980. Se encuentra subterránea, entre las estaciones Tobalaba y Alcántara de la misma línea. Se ubica en la Avenida Apoquindo, a la altura del 3200 (esquina calle El Regidor). Junto a la boletería, posee un Bibliometro, el cual fue trasladado por falta de espacio desde la estación Tobalaba.
En el pasado presentaba un flujo escaso de pasajeros. Sin embargo, la construcción de edificios de oficinas en este otrora sector residencial, la ha convertido en el centro de Las Condes, con una concentración, además, de restaurantes de alto nivel y hoteles. En el entorno inmediato de la estación, se encuentra la Municipalidad de la comuna. Por ella pasan los servicios 401, 406, 407, 421, 426 y 427 de la Red Metropolitana de Movilidad.

### Metro Alcántara

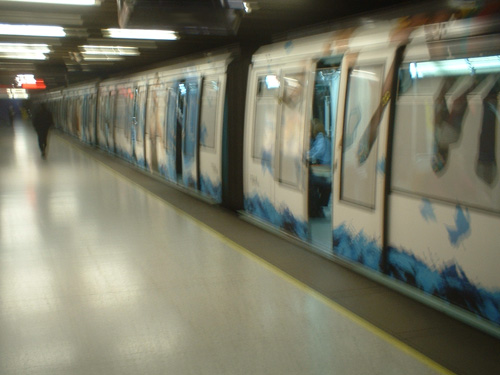
Tren en la Estación Alcántara.

Alcántara es otra de las estaciones ferroviarias de la línea 1 del Metro de Santiago. Al igual que El Golf, fue inaugurada el 31 de agosto de 1980. Se encuentra subterránea, entre las estaciones El Golf y Escuela Militar de la misma línea. Se ubica en la avenida Apoquindo a la altura del 3.800 (esquina Alcántara).
Presenta un flujo moderado de pasajeros, a excepción de la mañana, cuando los trenes se vacían parcialmente debido a que a los usuarios no les gusta o no les sirve hacer transbordo con los buses troncales y alimentadores en la estación terminal Escuela Militar por el sobrenivel en que se encuentra la avenida Apoquindo sobre Américo Vespucio. Por ella pasan los servicios 401, 406, 407, 421, 426 y 427 del Transantiago.

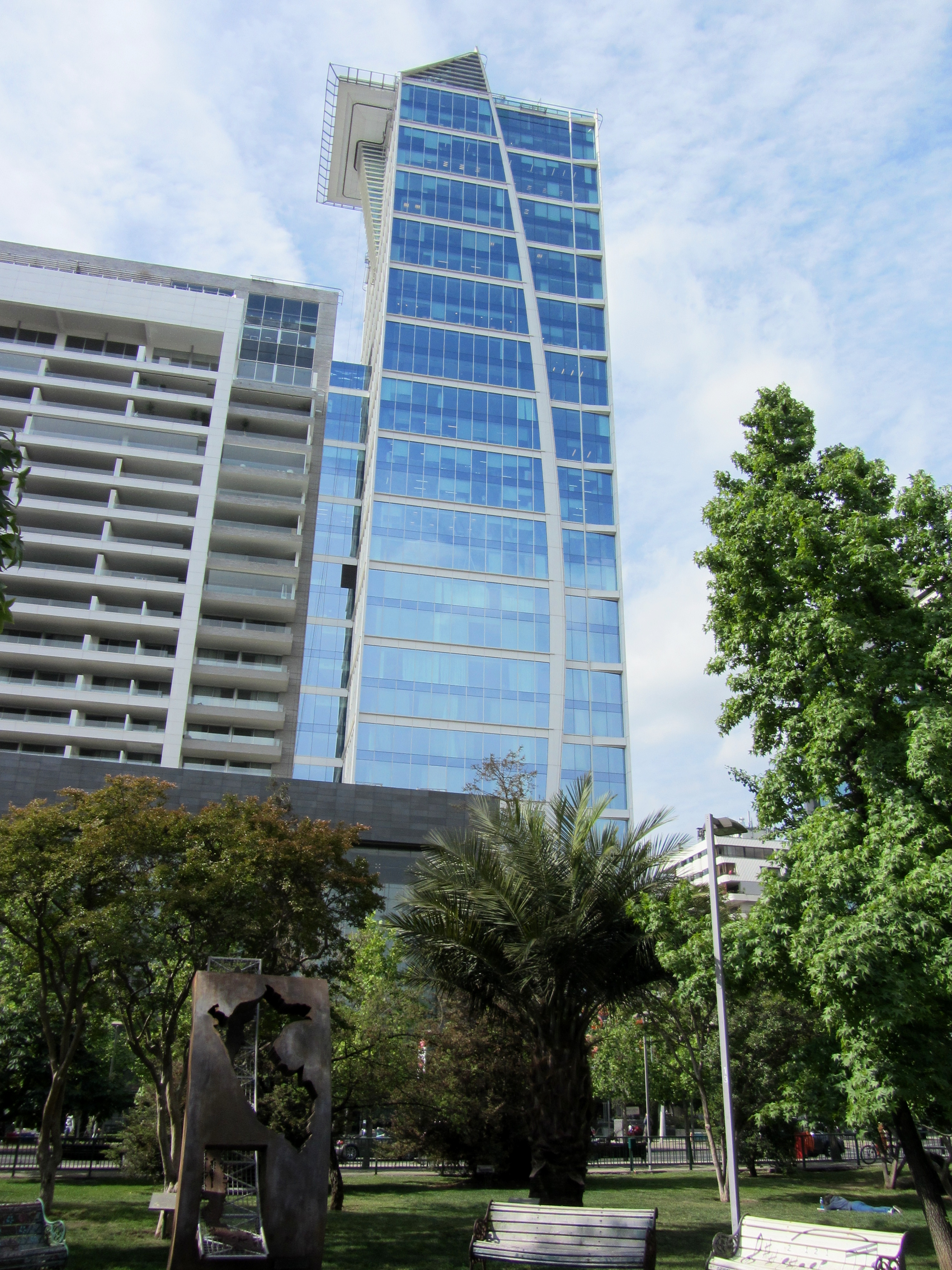
La plaza Perú y el Territoria 3000, en Isidora Goyenechea.

El nombre de la estación proviene de la avenida Alcántara, arteria que fue trazada con dicha denominación cuando aún formaba parte del fundo San Pascual, de propiedad de Gertrudis Echeñique, viuda del presidente Federico Errázuriz Echaurren.

### Plaza Perú
La Plaza Perú es una pequeña plaza ubicada en el corazón del barrio financiero de Santiago. Está rodeada por las calles Carmencita, Don Carlos y Augusto Leguía, y por la Isidora Goyenechea. Se ubica a una cuadra al norte de Apoquindo, y a una cuadra al oriente de la zona gastronómica de El Bosque Norte.
Fue abordada por el vertiginoso desarrollo del sector, siendo el evento más crítico la construcción de estacionamientos subterráneos que cambió parte de la ornamentación del lugar.
Al igual que Isidora Goyenechea, sus bancos de madera han sido intervenidos en el marco del proyecto artístico Bancas Pintadas.

### Paseo de las Esculturas La Pastora

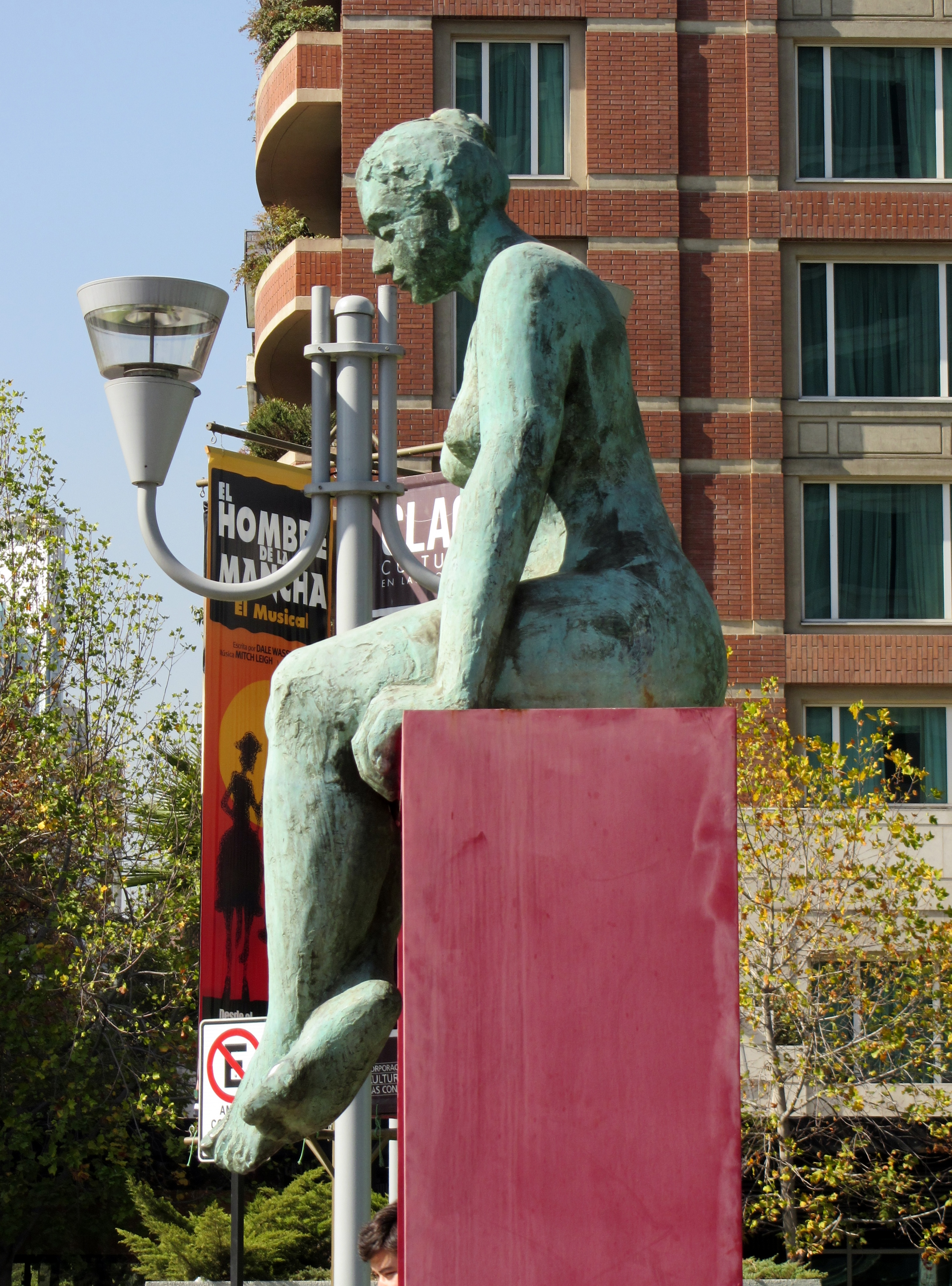
La pensadora, de Fracisca Cerda.

El Paseo de las Esculturas La Pastora ocupa el tramo de la calle del mismo nombre que va desde el Centro Cívico de Las Condes hasta la avenida Isidora Goyenechea y constituye una especie de pequeño museo al aire libre en el que se exponen 10 obras de reconocidos artistas nacionales.

### Club de Golf Los Leones
El Club de Golf Los Leones es uno de los campos de este deporte más exclusivos en la ciudad. Se trasladó desde su ubicación original unas cuadras hacia el norte para dar espacio a la construcción de edificios y viviendas.

## Medida para combatir la prostitución

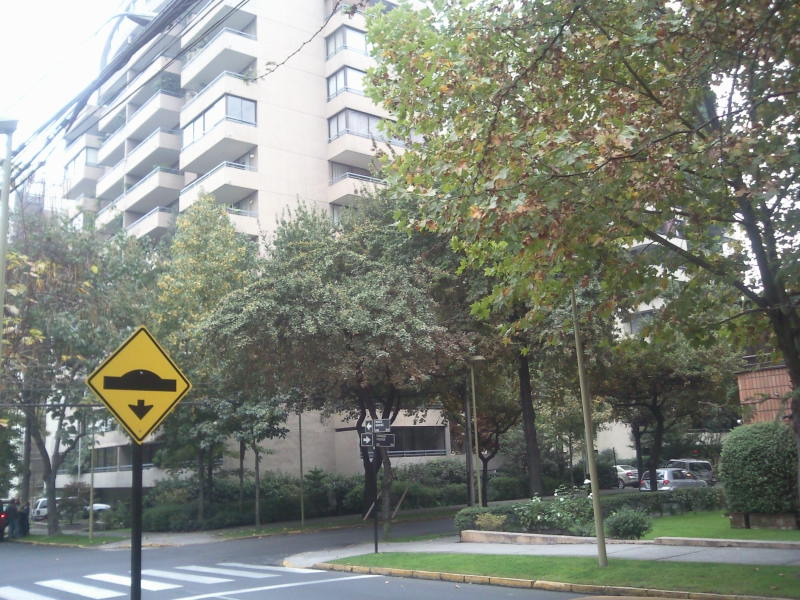
Departamentos del Barrio El Golf.

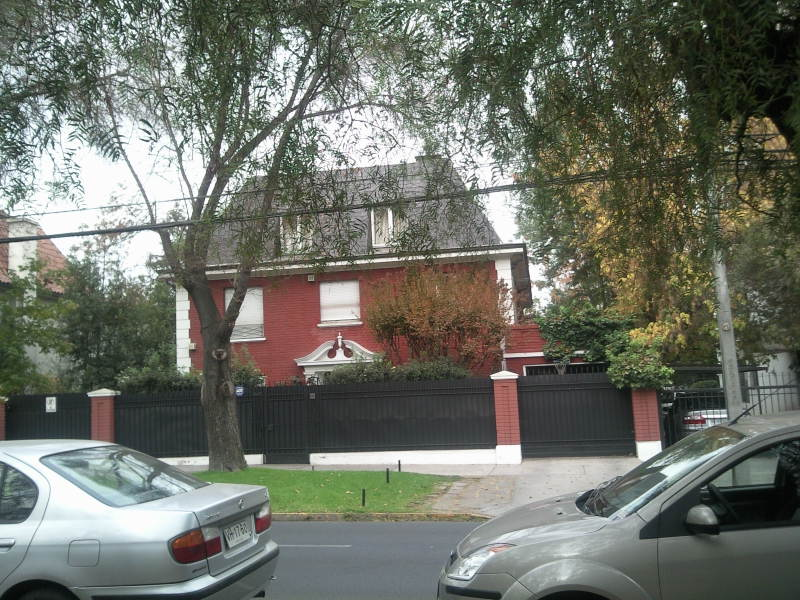
Casa.

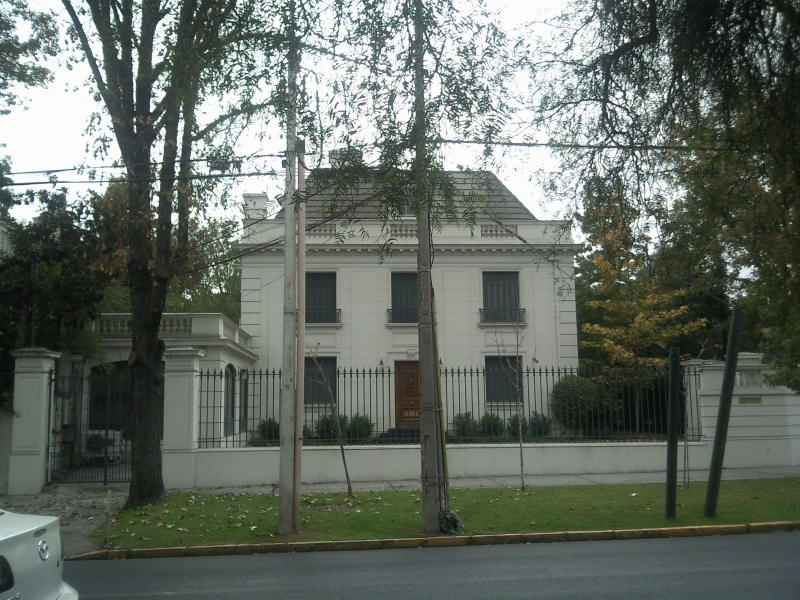
Casa en Avenida Presidente Errázuriz.

El martes 25 de julio de 2006, el alcalde de Las Condes, Francisco de la Maza, sorprendió a los lectores de El Mercurio con sus declaraciones respecto a las medidas a tomar para desterrar el comercio sexual y el travestismo de las calles de su comuna. Con el fin de impedir el flujo de “clientes” en el barrio El Golf, De la Maza propuso como solución restringir el acceso de cualquier vehículo entre las 0:00 y 6:00 , excepto para residentes y personas autorizadas (quienes contarían con un permiso especial o una correspondiente identificación para poder circular en dicho horario), en el perímetro delimitado por Apoquindo, las calles Gertrudis Echeñique, Renato Sánchez, Callao, San Crescente y El Bosque Sur.
El viernes 28 de julio de 2006 a las 23:30 UTC-4, en el barrio El Golf, un joven gay, junto a tres amigos, fue atacado por una pandilla neonazi. El muchacho, de 27 años, fue reconocido y ofendido, se armó una pelea, y lo golpearon brutalmente, resultando con múltiples hematomas y cortes en la cara. Pero el problema era mucho más profundo que una golpiza. El joven agredido ni siquiera pudo denunciar ante la justicia su caso, porque su familia desconocía su orientación sexual. Reconocer que fue golpeado por ser gay implicaba en su caso admitir que se prostituía para pagar sus estudios, y que tenía una vida totalmente diferente a la que su familia pensaba.
La iniciativa del alcalde fue sometida a plebiscito entre los residentes inscritos en los registros electorales. Se esperaban cerca de cinco mil votantes, pero llegaron solo 1.793. La idea de cerrar las calles obtuvo un 59,6% de aprobación. Además, el 52,43% determinó que el horario de restricción fuera entre las 23:30 y 5:00. Originalmente, según De la Maza, el 1 de septiembre de 2006 se cerraría el sector. Se colocarían siete barreras de acceso a la zona, las que estarían a cargo de guardias municipales con facultades para cobrar multas. Luego se generaron cuestionamientos a la legitimidad de la consulta. 
La Contraloría General de la República también consideró ilegal el cierre del barrio, pero el alcalde dijo no temer a la acción del organismo ni las posibles sanciones a las que pudiera estar expuesto, y aseguró que la iniciativa comenzaría a regir el 1 de septiembre.
Luego, la medida fue aplazada para el 30 de septiembre de 2006, pero un día antes la Segunda Sala de la Corte de Apelaciones, en un dictamen unánime, determinó que no correspondía la iniciativa. El tribunal estuvo integrado por los ministros Sonia Araneda y Patricio Walker, además del abogado integrante Ángel Cruchaga, quienes escucharon una semana antes los alegatos y dejaron pendiente el fallo hasta el 29 de septiembre. Con el dictamen, se acogió un recurso de protección interpuesto por el exdiputado Aníbal Pérez en que cuestionaba la legalidad de la medida del edil.
El costo de implementación durante 2006 sería cercano a los 8 millones de pesos chilenos (15 mil dólares estadounidenses), mientras que para el 2007 se estimaba que se invertirían 30 millones de pesos (56 mil dólares).

## El libro
El libro Barrio El Golf recoge la historia de este exclusivo sector capitalino en un volumen de gran envergadura, con textos de Miguel Laborde, fotografías de Guy Wenborne, María del Rosario Alcalde y Jorge Brantmayer, así como imágenes de archivo, y el apoyo de un equipo de investigadores. El proyecto contó con el patrocinio de la Corporación Patrimonio Cultural de Chile y la Ley de Donaciones Culturales.